# Kieddejaure
Kieddejaure är en sjö i Gällivare kommun i Lappland och ingår i Råneälvens huvudavrinningsområde.